# Aleksandr Sierow (kompozytor)
Aleksandr Nikołajewicz Sierow (ros. Александр Николаевич Серов, ur. 11/23 stycznia 1820, zm. 20 stycznia/1 lutego 1871) – rosyjski kompozytor.
Komponował głównie opery, a także utwory na orkiestrę i wokalne. Był także krytykiem muzycznym i propagatorem dzieł Wagnera. Najbardziej znane utwory to:
- Judyta (1863)
- Rogneda (1865)
- Wraża siła (1871)

Był ojcem malarza Walentina Sierowa.